# Eastvale
Eastvale – miasto w Stanach Zjednoczonych, w stanie Kalifornia, w hrabstwie Riverside.